# Walckenaeria kikogensis
Walckenaeria kikogensis este o specie de păianjeni din genul Walckenaeria, familia Linyphiidae, descrisă de Scharff, 1990.
Este endemică în Tanzania. Conform Catalogue of Life specia Walckenaeria kikogensis nu are subspecii cunoscute.